# Ixora myrtifolia
Ixora myrtifolia är en måreväxtart som beskrevs av Albert Charles Smith. Ixora myrtifolia ingår i släktet Ixora och familjen måreväxter. Inga underarter finns listade i Catalogue of Life.